# CeCoIn5
CeCoIn5（セリウム-コバルト-インジウム5、英;Cerium-Cobalt-Indium５）は、層状の結晶構造となっている重い電子系超伝導体であり、ある程度の2次元電子輸送特性を備えている  。2.3 Kの臨界温度は、Ceを基盤とする重い電子系超伝導体の中で最も高い温度である。 

## 材料系
CeCoIn5は、重い電子系化合物というファミリーの一員である   。CeIn3は、立方晶構造の重い電子系金属であり、10K未満では反強磁性を示す。外圧を加えると、CeIn3の反強磁性が継続的に抑制され、反強磁性量子臨界点付近の状態図に超伝導ドームが出現する  。CeCoIn5は、正方晶の結晶構造を有し、その結晶格子は、「CeIn3の結晶格子にCoIn2層が追加されている」と考えることができる。
CeCoIn5と密接に関連するのは、重い電子系材料CeRhIn5であり、CeCoIn 5と同じ結晶構造であり、4K以下で反強磁性を示す。ただし、CeRhIn5は周囲圧力で超伝導になることはないが、高圧で超電導となる。CeRhIn5の最大臨界温度は2 Kをわずかに超えるが、このときは2GPa前後という高圧が求められる。 

## 超電導特性
CeCoIn5の超伝導状態の上部臨界磁場Hc2は、結晶構造及び他の物理的特性について異方性となっている。[100]方向に磁場が印加された場合、上部臨界磁場Hc2は約11.6Tになり、[001]方向に磁場が印加された場合には、上部臨界磁場は4.95Tになる。
超伝導秩序パラメーターは、走査型トンネル顕微鏡（STM）や分光法（STS）などによって 、d波の対称性があると確定された 。